# Canton de chevalerie de Rhön-Werra

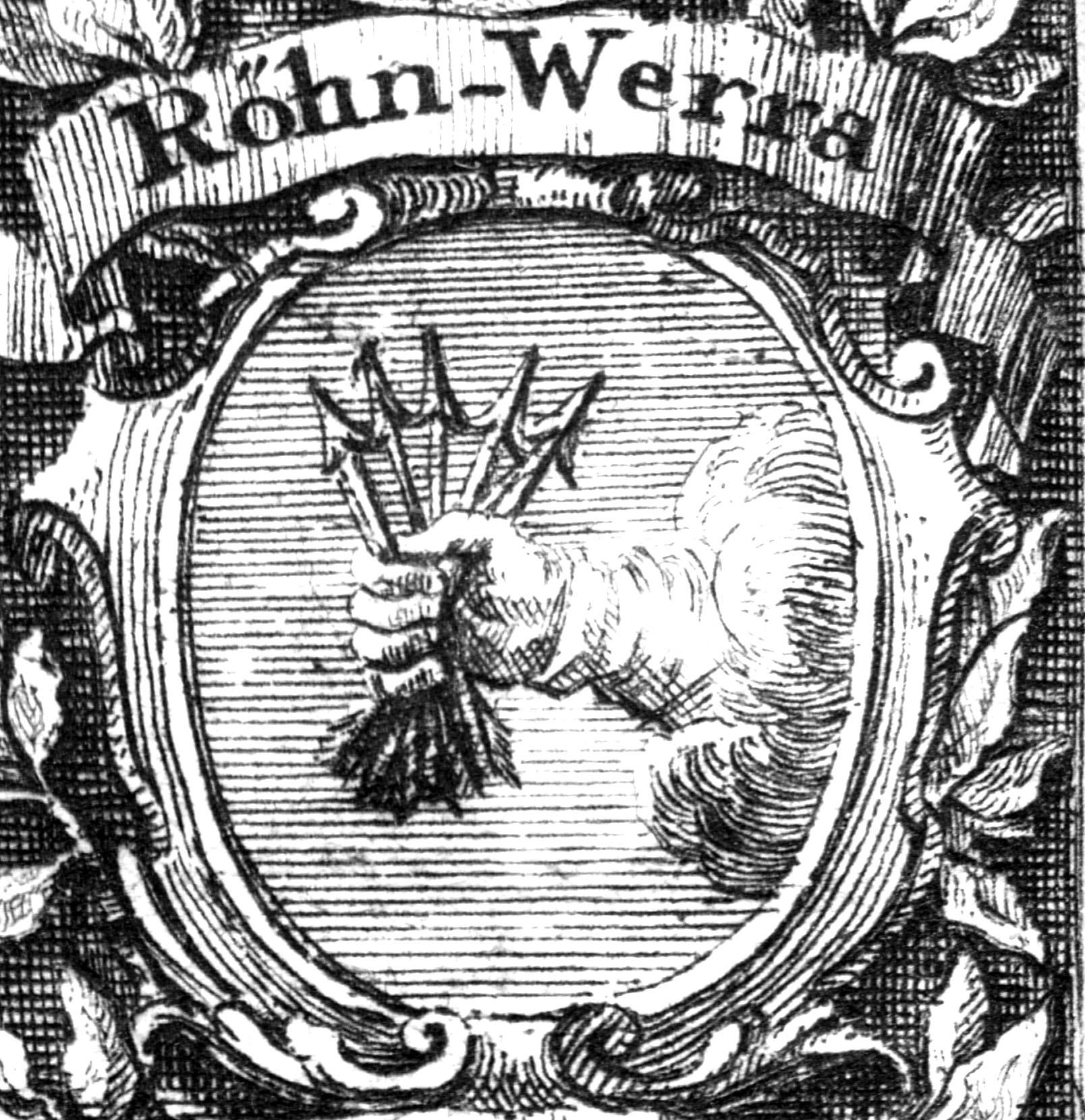
Codex diplomatis equestris cum continuatione, ou Reichs-Ritter-Archiv, 1721

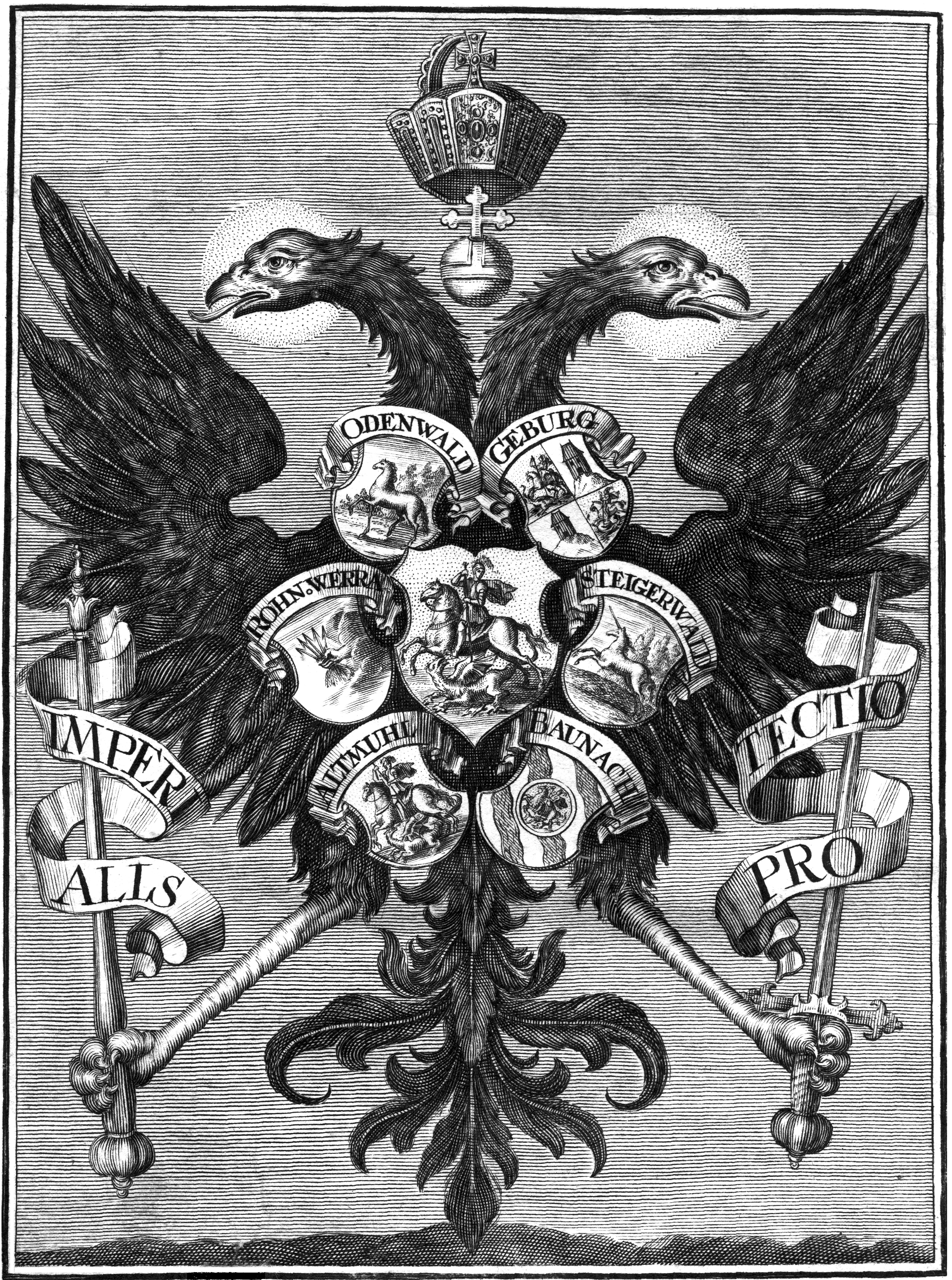
Du Saint-Empire romain germanique indirectement = Chevalerie libre des six places en Franconie, 1720

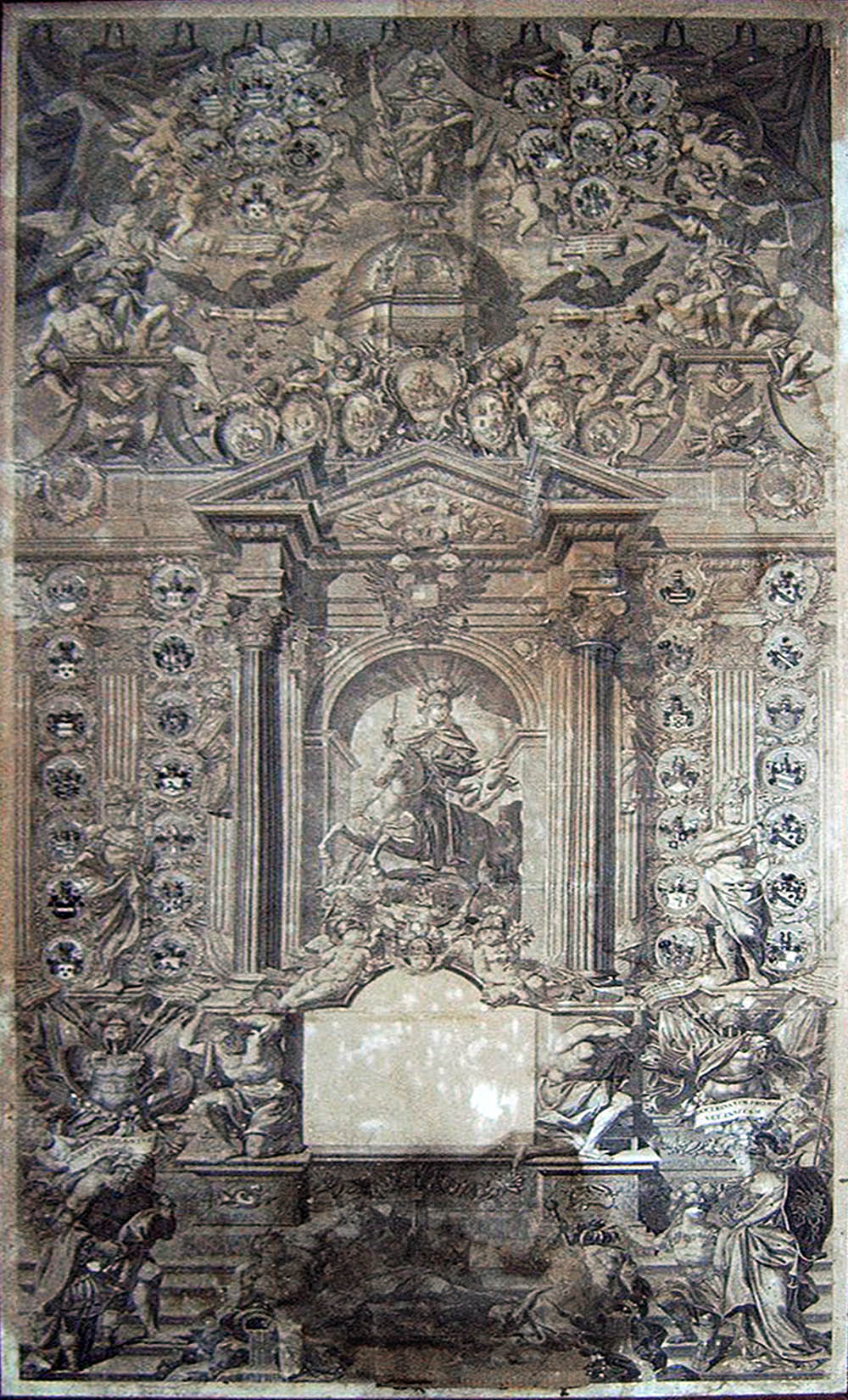
Calendrier impérial chevaleresque du canton de Franconie, archives du château d'Hornberg. Gravure, 167 × 85 cm

Le canton de chevalerie de Rhön-Werra est le nom donné à une communauté de familles nobles chevaleresques de la Rhön et de la Werra dans ce qui est aujourd'hui la Basse-Franconie, la Thuringe du Sud, la Hesse-Orientale (de) et la Haute-Franconie, qui se sont élevées au rang de ministres en tant que serviteurs de divers princes impériaux depuis le Haut Moyen Âge et détiennent la seigneurie féodale sur de nombreux villages et domaines autour de la Rhön et de la Werra et des zones adjacentes.

## Histoire
La chevalerie impériale libre en Saint-Empire est divisée en trois groupes depuis le XVIe siècle, les chevaliers sont divisés en un cercle de chevalerie de Rhénanie (de), de Franconie et de Souabe (de), eux-mêmes constitués de différents cantons. Le canton de chevalerie de Rhön-Werra appartient au cercle de chevalerie de Franconie et a sa chancellerie à Schweinfurt.
Les chevaleries sont directement subordonnées à l'Empire depuis 1656 et le restent jusqu'à la médiatisation de la chevalerie et des principautés régionales au début du XIXe siècle. Le canton de chevalerie de Rhön-Werra est dissous en 1806.

## Familles nobles du canton de Rhön-Werra
Jusqu'en 1806, les familles nobles suivantes appartiennent au canton de chevalerie de Rhön-Werra :
- Bastheim 1520, 1529
- Berg 1520, 1529
- Freiherren von Bibra auf Adelsdorf, Bibra, Gleicherwiesen, Höchheim, Irmelshausen, Mühlfeld, und Schnabelwaid-Weisendorf 1520, 1529
- Brende auf Burg Salzburg 1520
- Buttlar 1520, 1529
- Diemar 1520, 1529
- Ebersberg 1520, 1529
- Eberstein 1529
- Erthal 1520, 1529
- Forstmeister von Lebenhan auf Burg Salzburg 1520, 1529
- Fuchs 1520
- Fuchsstadt 1529
- Herren von Gebsattel auf Sondheim und Lebenhan
- Gnottstadt 1520, 1529
- Grapendorf 1680, 1760
- Grumbach 1520, 1529
- Haberkorn 1520, 1529
- Hahnsberg 1520, 1529
- Helbe 1520
- Herbilstadt 1520, 1529
- Heßler 1520
- Hutten 1520, 1529
- Von der Kere 1520, 1529
- Masbach 1520, 1529
- Milz 1520, 1529
- Herren von Münster auf Niederwehren 1520, 1529
- Narb 1529
- Reinstein 1529
- Roßdorf 1520
- Rumrodt 1529
- Russworm
- Sant 1529
- Schaumberg 1529
- Schenk von Roßberg 1520, 1529
- Schleten 1520, 1529
- Schlitz 1529
- Schneeberg 1529
- Schott von Schottenstein 1520
- Schwegerer 1520, 1529
- Speßhardt 1520
- Stein 1520, 1529
- Steinau 1520, 1529
- Stiebar 1520
- Freiherren von und zu der Tann (Von der Thann) auf Ostheim 1520, 1529
- Herren von und zu Thungern auf Zeitlofs 1520, 1529
- Tottenheim 1520
- Truchseß von Wetzhausen 1520, 1529
- Voit von Rieneck 1520, 1529
- Voit von Salzburg 1520, 1529
- Wechmar 1520, 1529
- Wenckheim 1529
- Wiesenfeld 1520, 1529
- Wolf von Karsbach 1520
- Zobel 1529
- Zollner von Birkenfeld 1520, 1529
- Zufraß 1520

Les familles suivantes sont ensuite ajoutées manuellement à la liste de 1529 : Auerochs, Heßberg, Markschalk von Ostheim, Roßdorf, Rußwurm et Spechshart.

## Capitaines de chevalerie
Les capitaines de chevalerie suivants sont enregistrés :
- 1496 Ditz von Thüngen (mort en 1502)
- 1517 Moritz Marschalk
- 1518 Hein von Wechmar
- 1519 Silvester von Schaumberg
- 1520 Engelhard von Münster
- 1521 Philipp von Masbach
- 1562 Veit Ulrich von Schaumburg
- 1571 noch 1576 Theobald Julius von Thüngen
- 1577 Hans von Steinau
- 1582 Martin von der Tann
- 1593 Konrad von Grumbach
- 1594 Kaspar von Stein(au)
- 1603 Bernhard von Bibra
- 1613 Konrad von der Tann
- 1617 Georg von Bibra
- 1625 Wolf Adam von Steinau (mort en 1652)
- 1633 Wilhelm Friedrich von Völkershausen
- 1652 Johann Georg von Rotenhan
- 1662 Ott Hermann von der Tann (mort en 1684)
- 1671 Georg Christoph von Bibra (mort en 1687)
- 1680 Otto Hermann von der Tann
- 1687 Johann Friedrich von Thüngen
- 1689 Johann Riedesel zu Eisenbach (mort en 1691)
- 1691 Karl Ludwig von Rußwurm (mort en 1715)
- 1694 Philipp Friedrich von Görtz (mort en 1695)
- 1695 Heinrich von der Tann (mort en 1714)
- 1701 Johann Christoph von Ebersbach gt. Weyhers (mort en 1730 ou 1733)
- 1730 Adam Christoph von Trümbach (mort en 1747?)
- 1747 Philipp Christoph Dietrich von Thüngen (mort en 1780)
- 1780 Franz Philipp Bonifaz von Gebsattel (mort en 1792)
- 1792 Ludwig Karl von Bibra (mort en 1795)
- 1796 Friedrich von der Tann